# Vuren (hout)

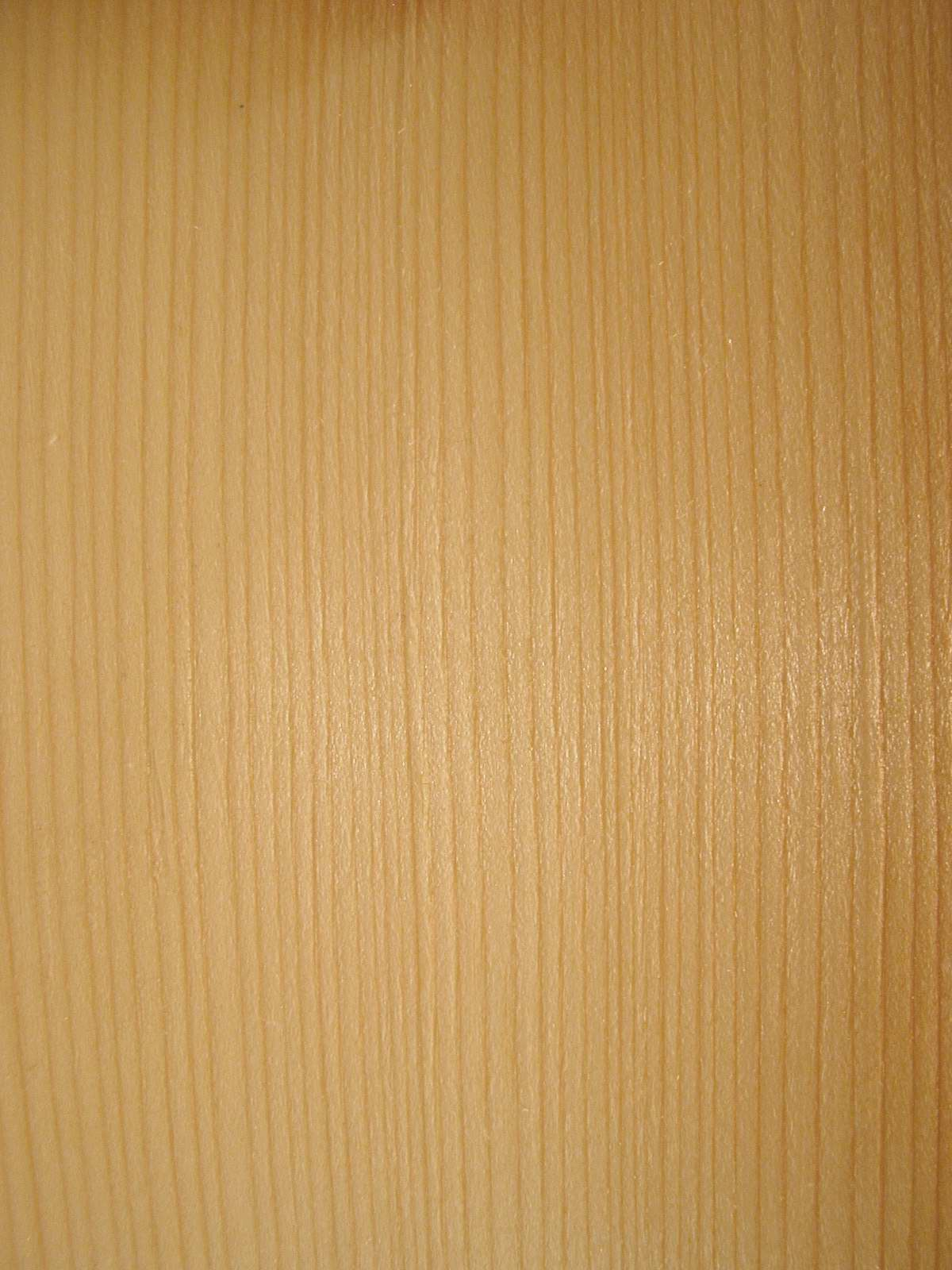
Vuren

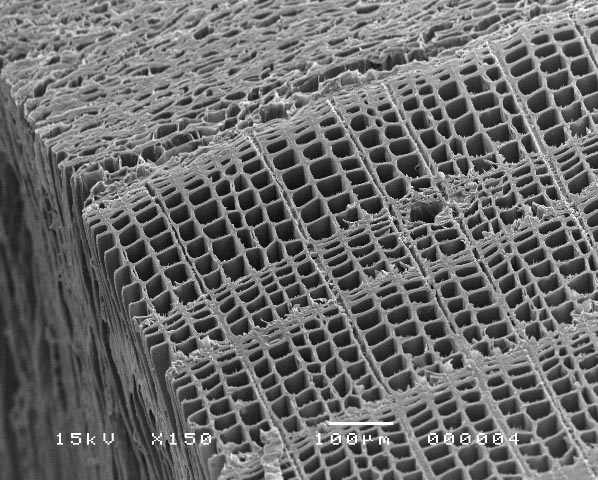
Vuren onder een elektronenmicroscoop

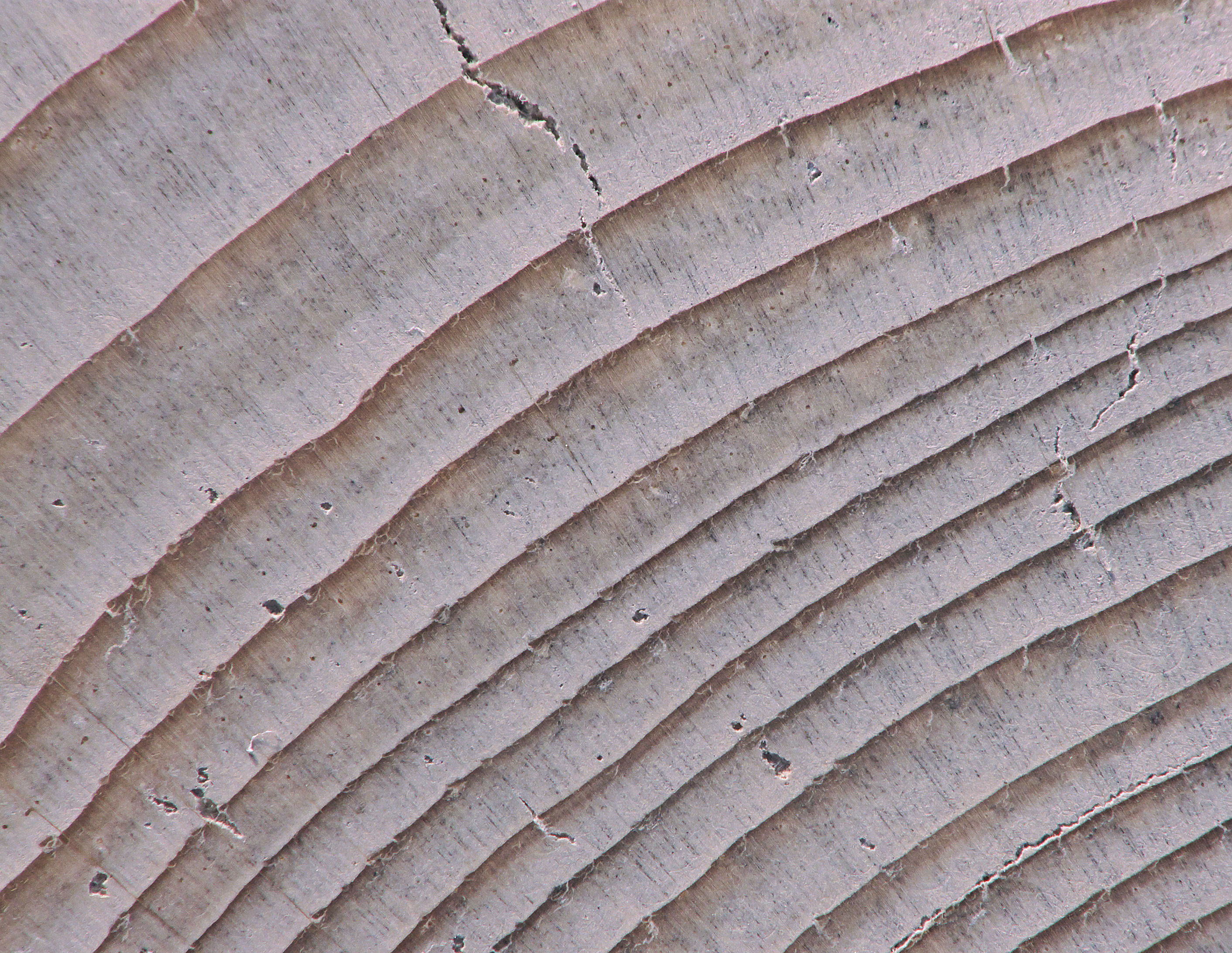
Dwarsdoorsnede vuren

Het Nederlandse woord vuren is de genormeerde naam voor het hout van de fijnspar (Picea abies). Het wordt ook wel vurenhout genoemd.
In  Nederland is vuren de meest gebruikte naaldhoutsoort, en daarmee de meest gebruikte houtsoort.  Het is niet alleen makkelijk te bewerken maar ook relatief goedkoop.
De kleur van vuren is bleek tot witachtig geel met een zachte en grove tekening. Na langdurige blootstelling aan licht wordt het geelbruin. Om verkleuring tegen te gaan dient de houtsoort snel afgewerkt te worden. Er is geen opvallende harsgeur zoals bij grenen. Vuren is niet erg duurzaam: het kan slecht tegen vocht. Vuren is een relatief makkelijk te impregneren, te verven, te beitsen en af te lakken houtsoort. Dit kan uiteraard de duurzaamheid aanmerkelijk vergroten. Ook bij toepassing onder water blijft het lang goed (heipalen).
Vuren wordt vooral gebruikt in de bouw: kapconstructies, binnenkozijnen, stijl- en regelwerk etc. De fijnere kwaliteiten komen in aanmerking voor te verven binnentimmerwerk. Ook is vuren te vinden in boekenkasten en magazijnstellingen. Het wordt veel verkocht in doe-het-zelfwinkels en bouwmarkten; aangezien de mindere kwaliteiten veel noesten hebben, die er na droging uit kunnen vallen, is het voor bepaalde toepassingen wenselijk op uiterlijk te controleren. 
Het hout wordt veelal geïmporteerd uit Scandinavië en het Baltische gebied (inclusief Rusland), maar ook uit Midden-Europa. Het kwalitatief beste hout komt uit wat koudere gebieden, waar de bomen trager groeien, met als gevolg fijnere groeiringen. Zeer fijnjarig (smalle groeiringen) vuren uit Midden-Europa wordt gebruikt in muziekinstrumentenbouw, waarbij vooral het gebruik in violen een eigen mystiek verwierf.

## Galerij

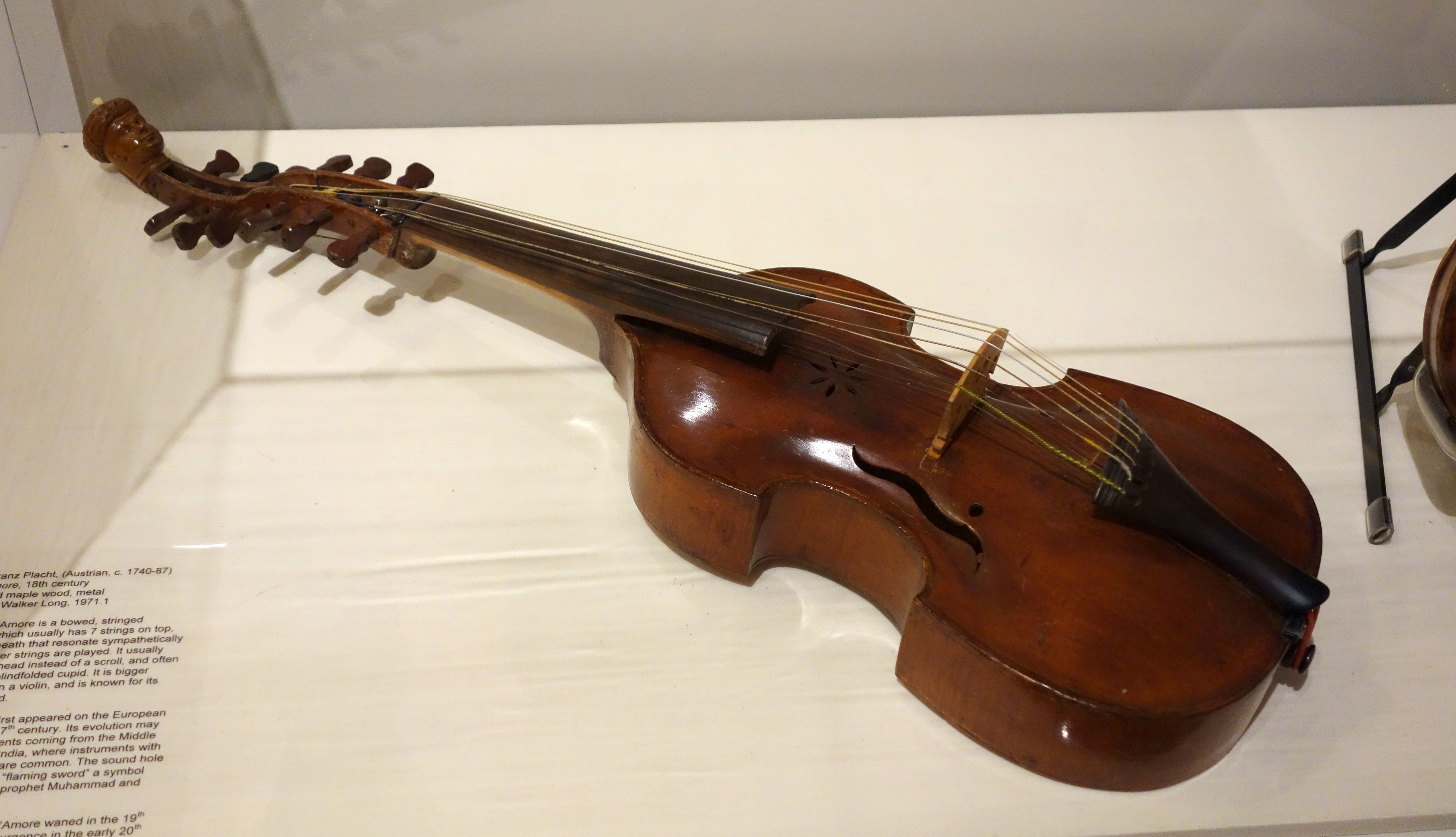
Viool, met boven(-en onder)blad van vuren, achttiende  eeuw
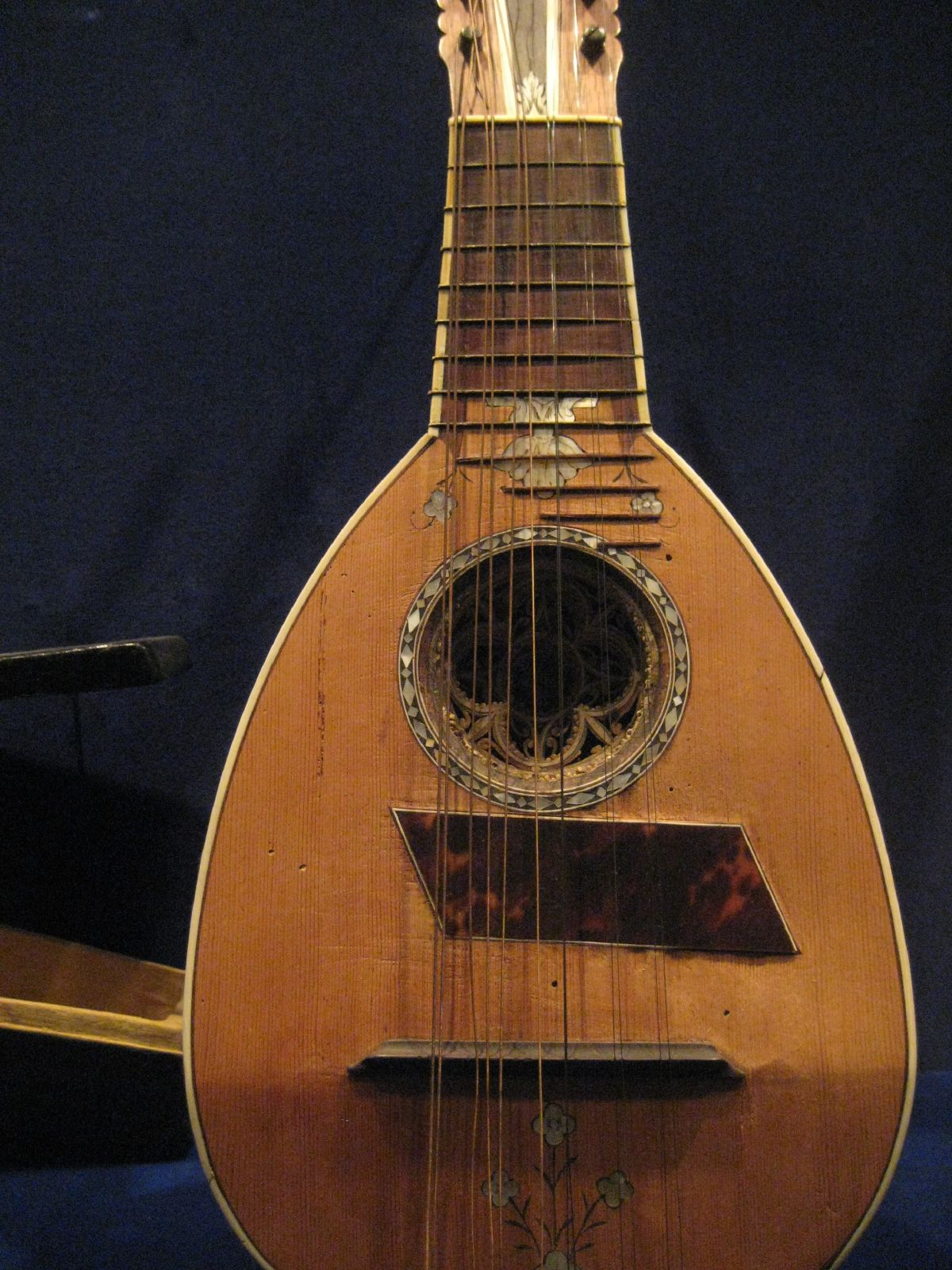
Bovenblad mandoline, van vuren (circa 1750)
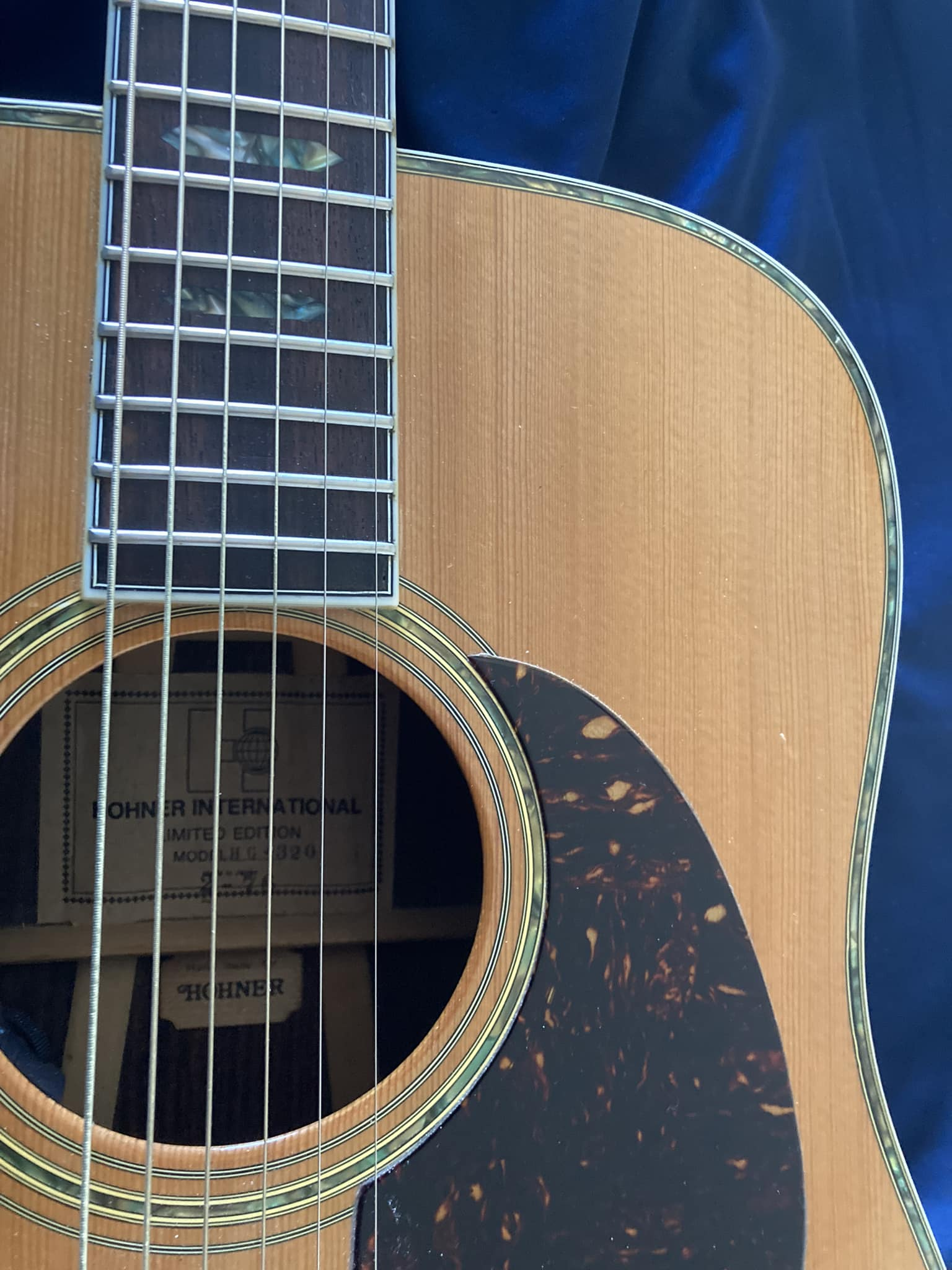
Bovenblad gitaar, van Amerikaans vuren
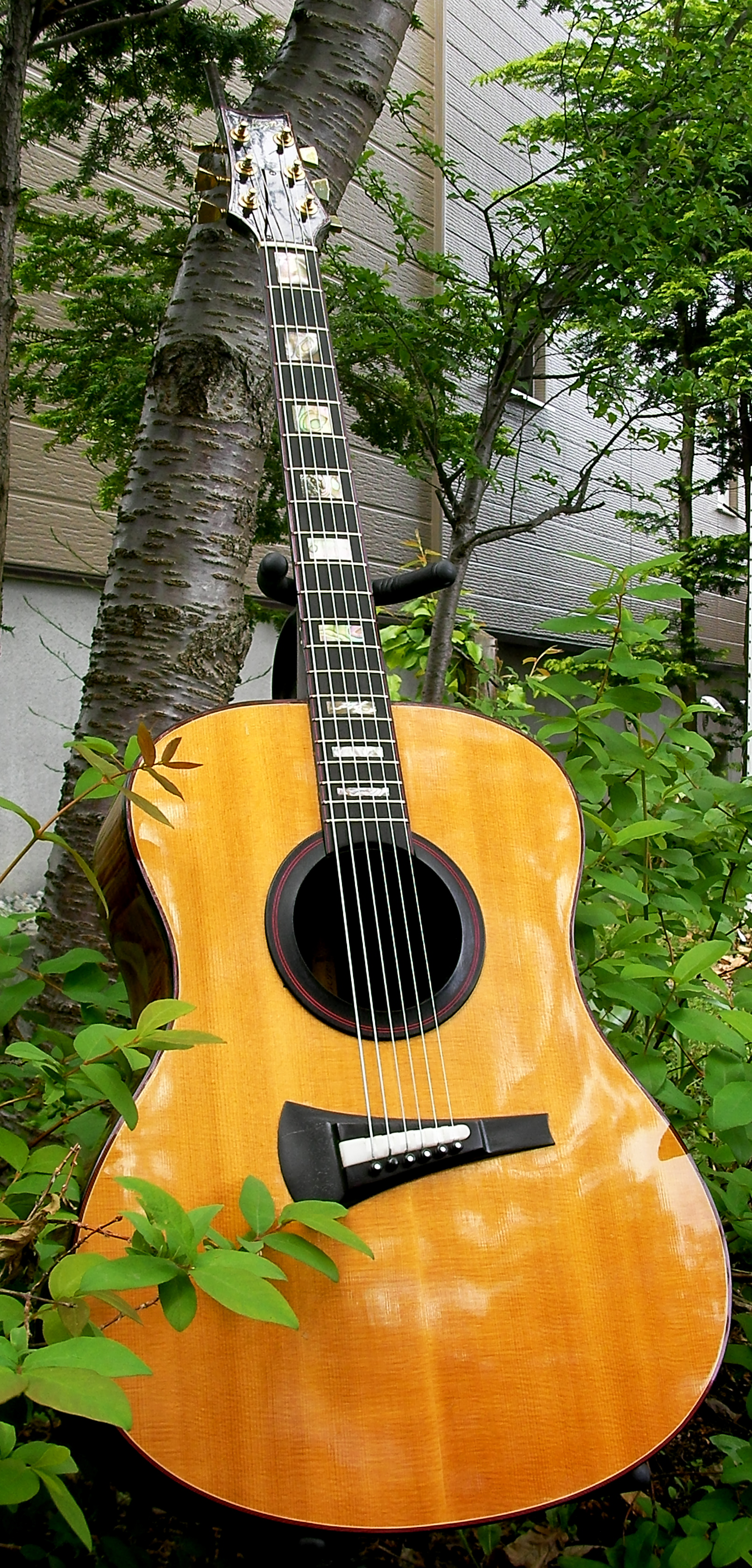
Bovenblad gitaar, van Amerikaans vuren
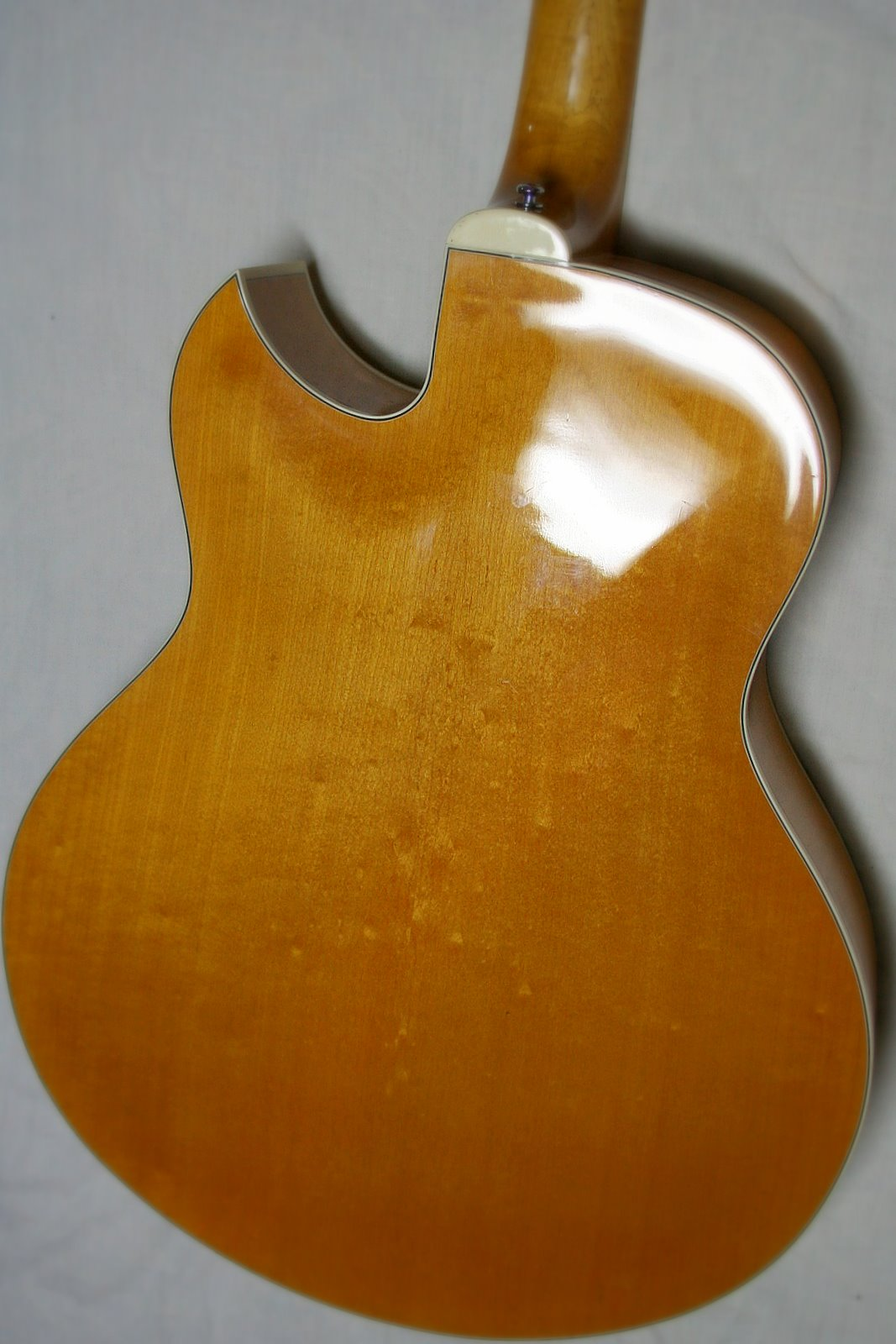
Onderblad gitaar, van Amerikaans vuren
Schilderij op vuren, circa 1537